# Châu Văn Đặng
Châu Văn Đặng (1917–1959) là một nhà cách mạng Việt Nam.

## Cuộc đời
Châu Văn Đặng sinh ra tại làng Long Thạnh, quận Giá Rai, tỉnh Bạc Liêu. Tháng 2 năm 1936, ông bắt đầu tham gia phong trào đấu tranh đòi dân sinh, dân chủ do Đảng Cộng sản Đông Dương phát động. Tháng 5 năm 1937, ông được kết nạp vào Đảng, gia nhập chi bộ Phong Thạnh do Nguyễn Văn Uông làm Bí thư.
Tháng 12 năm 1938, Quận ủy Giá Rai được thành lập gồm năm thành viên: Bí thư Quận ủy Tạ Tài Lợi, Phó Bí thư Trần Văn Sớm, Thường vụ Nguyễn Văn Uông và hai Ủy viên Châu Văn Đặng, La Bích Sơn. Năm 1940, ông bị chính quyền thực dân bắt giữ và tù đày.
Tháng 3 năm 1945, ông thoát khỏi nhà tù, trở về lãnh đạo chi bộ Long Thạnh và Quận ủy Giá Rai. Tháng 2 năm 1946, quân Pháp đánh chiếm huyện Giá Rai, ông đã chủ trương rút lui xây dựng lực lượng, trực tiếp chỉ huy nhiều trận đánh như đồn Rau Dừa, Hộ Phòng - Gành Hào, Gò Muồng (1947),... Cuối năm 1947, ông được bầu làm Phó Bí thư Huyện ủy Giá Rai.
Tháng 3 năm 1948, Đại hội đại biểu Đảng bộ tỉnh Bạc Liêu bầu ra Tỉnh ủy gồm 15 ủy viên: Bí thư Trần Văn Sớm, Phó Bí thư Dương Kỳ Hiệp, Ủy viên Thường vụ Lê Văn Út, Châu Văn Đặng, Nguyễn Khắc Cung. Ông tham gia Ban Tuyên huấn Tỉnh ủy, phụ trách tuyên huấn miền Tây và thành lập trường Đảng của tỉnh, rồi Trưởng ban Tổ chức Tỉnh ủy, Liên Tỉnh ủy viên Liên tỉnh ủy Hậu Giang.
Tháng 10 năm 1954, Bí thư Tỉnh ủy Võ Văn Kiệt thay mặt Xứ ủy Nam Bộ và Liên Tỉnh ủy chỉ định Tỉnh ủy bí mật của tỉnh Bạc Liêu, do Châu Văn Đặng làm Bí thư, Nguyễn Sấn làm Phó Bí thư. Năm 1955, ông đã lãnh đạo Tỉnh ủy và người dân phá vỡ âm mưu lợi dụng cộng đồng Thiên Chúa giáo nhằm "xẻ ruột rừng U Minh" (thông qua việc xây dựng khu dinh điền Công giáo ở Thới Bình) của chính quyền Sài Gòn.
Cuối năm 1956, để phù hợp với tình hình mới (chính quyền Sài Gòn xóa bỏ tỉnh Bạc Liêu thành lập tỉnh Ba Xuyên và An Xuyên), Tỉnh ủy Bạc Liêu giải thể, một bộ phận chuyển sang Tỉnh ủy Sóc Trăng, một bộ phận sang Tỉnh ủy Cà Mau mới được thành lập. Ông được điều về Liên Tỉnh ủy Hậu Giang, làm Phó Bí thư liên Tỉnh ủy kiêm Giám đốc trường Đảng liên Tỉnh ủy Hậu Giang.
Ngày 10 tháng 8 năm 1959, ông qua đời ở trường vì bệnh nặng. Từ điển địa chí Bạc Liêu ghi là ngày 1 tháng 4.

## Vinh danh
- Huân chương Kháng chiến chống Pháp hạng Nhất
- Huân chương Kháng chiến chống Mỹ hạng Nhất
- Huân chương Độc lập hạng Nhất
- Huy hiệu Thành đồng Tổ quốc
- Anh hùng Lực lượng vũ trang nhân dân (2011)[13][14][15]

Tên của ông được đặt cho một con đường ở thành phố Bạc Liêu (Bạc Liêu) và một con đường ở huyện Năm Căn (Cà Mau).
Ngày 20 tháng 1 năm 2013, trường Chính trị tỉnh Bạc Liêu được đổi tên thành trường Chính trị Châu Văn Đặng.